# Terra incognita

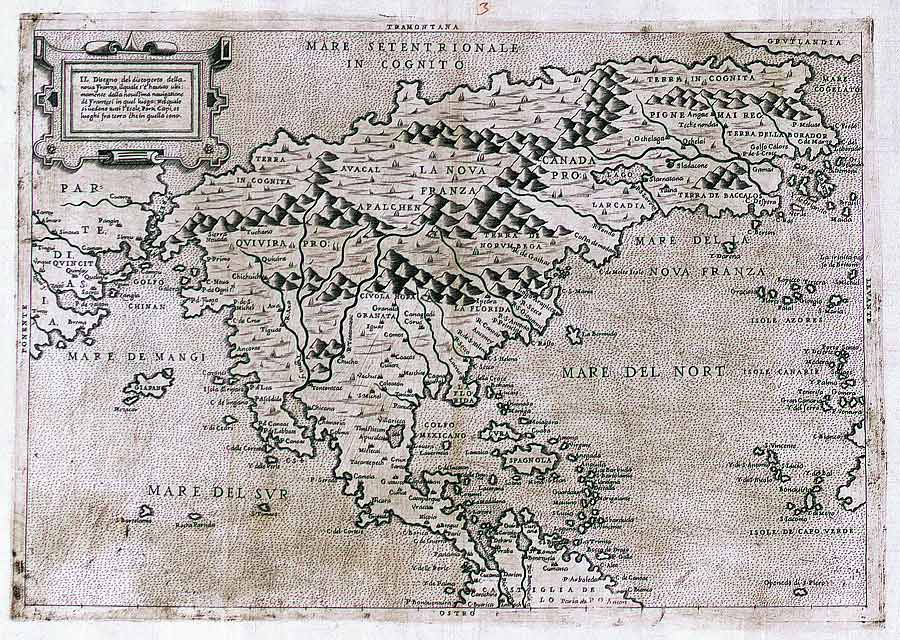
Mapa da América do Norte datado de 1566 que mostra inscrições em língua italiana, tanto Terra In Cognita como Mare In Cognito

Terra incognita é o termo em latim para "terra desconhecida", utilizado na cartografia para assinalar as regiões nunca mapeadas ou documentadas. A expressão surgiu pela primeira vez no século XVI.
Do mesmo modo mares e oceanos não mapeados foram assinalados com o termo latino mare incognitum. Uma lenda urbana afirma que os cartógrafos assinalavam estas regiões com a frase "aqui há dragões" usando a forma latina "HIC SVNT DRACONES". Embora os cartógrafos afirmassem de facto que existiam monstros e animais fantásticos como serpentes marinhas nos confins do mundo — e os representassem nos seus mapas como decoração — só se conhece um mapa remanescente com esta afirmação: o globo de Hunt–Lenox, um dos mais antigos globos terrestres conhecidos, de cerca de 1503-1510.
O termo terra incognita podia referir-se também ao continente imaginário Terra Australis. Durante o século XIX o termo terra incognita desapareceu dos mapas, uma vez que tanto as costas como o interior dos continentes já haviam sido explorados. A frase é usada actualmente de forma metafórica pelos investigadores para assinalar qualquer assunto ou campo de pesquisa inexplorado.